# Dziennik Ubezpieczeniowy
Dziennik Ubezpieczeniowy – wydawany elektronicznie (w formie wiadomości e-mail) dziennik o tematyce ubezpieczeniowej.
Dostarcza codziennych informacji ubezpieczycielom, brokerom i agentom ubezpieczeniowym oraz innym osobom związanym z branżą ubezpieczeniową. Omawia bieżące problemy prawne i techniczne związane z ubezpieczeniami. Jest głównym medium środowiskowej dyskusji.